# Mélèce le Jeune
Mélèce le Jeune (v. 1035 - v. 1105), également appelé Mélèce de Myoupolis, est un moine, pèlerin et prêtre grec byzantin orthodoxe. Il est vénéré comme un saint dans l'orthodoxie et sa fête est célébrée le 1er septembre.

## Biographie
Mélèce naît dans le village cappadocien de Moutalaske, qui est aussi le lieu de naissance de Sabbas le Sanctifié. À quinze ou seize ans, il s'enfuit de chez lui pour Constantinople, la capitale de l'Empire byzantin, où il devient moine. Il y vit trois ans, avant de partir en pèlerinage. Il interrompt cependant rapidement son pèlerinage pour rejoindre l'eukterion (oratoire) de Saint-Georges près de Thèbes. Au bout de dix ans et âgé d'environ 28 ans, il quitte Saint-Georges pour une série de pèlerinages qui l'amenent en Terre Sainte, à Rome et peut-être à Saint-Jacques-de-Compostelle. Il séjourne trois ans en Terre Sainte, visitant Jérusalem, la Galilée et les deux rives du Jourdain. Il visite plusieurs monastères, dont celui de Saint Sabbas, son compatriote. De retour en Grèce, il s'installe sur le mont Myoupolis et le patriarche Nicolas III de Constantinople le consacre prêtre. Vers 1081, il gagne le monastère voisin du Symboulon, connu après lui sous le nom d'Hosios Meletios (Vénérable Mélèce). Là, il introduit les pratiques monastiques palestiniennes, notamment en combinant des moines avec des anachorètes en paralaurie. Dans ses dernières années, il reçoit un don annuel de 422 hyperpyra de l'empereur Alexis Ier Comnène. Il meurt dans son monastère vers 1105 ou 1110.
Deux biographies de Mélèce sont écrites après 1141 par Nicolas de Méthone et Théodore Prodrome. Bien que largement indépendants les uns des autres, Théodore semble avoir eu accès au compte de Nicolas. Ils se contredisent parfois, mais sont néanmoins des sources historiques précieuses en raison de leur accent sur les interactions de Mélèce avec l'élite byzantine. Des deux, celui de Théodore est le plus mondain et divertissant, donnant plus d'espace aux pèlerinages de Mélèce. Il affirme que Mélèce n'a quitté Thèbes qu'après qu'une noble dame thébaine a tenté de le séduire. Il rapporte également comment un groupe d'Agarènes (musulmans) a harcelé le saint, qui est sauvé de sa situation difficile par un Arabe chrétien. Il est le seul à mentionner un pèlerinage à Compostelle en Espagne. Nicolas concentre plus d'attention sur les soins de Mélèce pour sa communauté monastique, qu'il protège du feu et dont il défend les jardins des lapins.

## Hagiographies
- Nicholas of Methone, "Vita sancti Meletii iunioris" [= BHG 1247], ed. Vasily Vasilievsky, Pravoslavnyi Palestinskii Sbornik VI (Saint Petersburg, 1866), pp. 1–39.
- —, "Bios tou hosiou patros hēmōn Meletiou tou en tō horei tēs Myoupoleōs askēsantos", in Iōannēs Polemēs (ed.), Hoi bioi tou hagiou Meletiou tou Neou (Athens: Ekdoseis Kanakē, 2018), pp. 30–150.
- Theodore Prodromos, "Vita sancti Meletii iunioris" [= BHG 1248], ed. Vasily Vasilievsky, Pravoslavnyi Palestinskii Sbornik VI (Saint Petersburg, 1866), pp. 40–69.
- —, "Bios tou hosiou patros hēmōn Meletiou tou Neou", in Iōannēs Polemēs (ed.), Hoi bioi tou hagiou Meletiou tou Neou (Athens: Ekdoseis Kanakē, 2018), pp. 152–254.